# Bruno Quirinetta
Bruno Quirinetta, pseudonimo di Bruno Baldini (Venezia, 1911 – Roma, 23 settembre 1961), è stato un cantante, batterista e compositore italiano.

## Biografia
Ex gondoliere, batterista e percussionista debutta nel 1946; agli esordi si esibisce con la sua orchestra al cinema Quirinetta di Roma, vicino al teatro Quirino, e da lì prende lo pseudonimo. Durante il periodo di attività, la sua formazione verrà solitamente indicata come "Bruno Quirinetta e la sua Orchestra" e in alternativa come "Bruno e la sua Orchestra Quirinetta" oppure "Orchestra Bruno - Quirinetta" o ancora "Bruno e il suo complesso Quirinetta", "Bruno e il Quartetto Quirinetta", "Bruno Quirinetta e il suo complesso caratteristico" (nella sottostante discografia, queste diverse dizioni vengono uniformate in "orch. Quirinetta").
In breve tempo diventa uno dei più noti rappresentanti della musica orchestrale da Night club; nel suo complesso, di sette elementi, vi sono, tra gli altri, Franco Vicini (voce, percussioni) e Roberto Rosati (voce, percussioni).
Nel 1949 appare con il gruppo nel film "Vivere a sbafo" di Giorgio Ferroni (con Peppino De Filippo e Misha Auer).
Fu il primo ad eliminare le pause tra le varie canzoni, proponendo un non-stop musicale.
Quirinetta rimase molto legato alla sua città natale, anche quando la sua carriera si svolse fuori di essa: durante le sue esibizioni, lui e i suoi orchestrali vestivano infatti delle tipiche divise da gondoliere veneziano, di una foggia in uso ancora nei primi anni del dopoguerra. Per le case CGD e Durium, incise un certo numero di canzoni nel dialetto nativo, come un'irresistibile versione del tradizionale La famegia dei gobon. Ancora vanno ricordate El ganser, Toni me toca, Sora Zanze e Vecio gondolier, che ebbero un certo riscontro anche a livello nazionale.
Oltre alle registrazioni in proprio, in cui spesso lo stesso Bruno svolgeva il ruolo di cantante solista, l'orchestra accompagnò in varie incisioni celebri cantanti dell'epoca, come Jula de Palma, Teddy Reno, Natalino Otto. A suo agio in tutti i generi musicali, la formazione di Quirinetta eccelleva nei balli di matrice sudamericana allora di gran moda, come il bajon, il mambo e il cha cha cha. Il sottoscritto Marraghini Marcello nel Novembre del 1959 entrò a far parte dell'orchestra QUIRINETTA come cantante al posto di Franco Vicini che aveva scelto di andare a suonare a Beyrut nel nuovo gruppo di Gegè Di Giacomo, ex batterista  di Renato Carosone. Con l'orchestra  Quirinetta abbiamo suonato allo Chez-moi di Firenze per 6 mesi  e  in Luglio e Agosto  del 1960 abbiamo fatto insieme un'estate fantastica alla Capannina di Franceschi al Forte dei Marmi dove Bruno aveva sempre avuto da anni un successo strepitoso.  Ancor giovane e in piena attività, Bruno morì a Roma per embolia cerebrale. La sera prima si era esibito ed era stato colto da malore; la moglie lo accompagnò al Policlinico, dove venne a mancare.

## Discografia (parziale)

### Singoli
- 1948 - Laroo Laroo (Lily Bolero) (Lippman) slow - canta Teddy Reno con orch. Quirinetta / Manana (Dave - Barbour - Lee) samba - canta T. Reno con orch. Quirinetta (CGD PV 1231)
- 1948 - Nature boy (Devilli - Ahvez) valzer lento - canta Teddy Reno con orch. Quirinetta / Civilisation (Bongo, Bongo, Bongo) (Sigman - Hilliard – Devilli) canta Teddy Reno con orch. Quirinetta (CGD PV 1232)
- 1948 - Vecchia Roma (Ruccione) fox mod. - canta Giorgio Consolini con orch. Quirinetta / Fatte fa' 'a foto (Cioffi) canz. caratt. - canta Gerardo Abbate con orch. Quirinetta (CGD, PV 1233)
- 1948 - Cae Cae (Cadrà... cadrà...) (Martins - Latouche) samba / 17.000 e 700 (Calango - Mineiro) samba (CGD PV 1235)
- 1948 - Roma forestiera (Granozio - Libianchi) canz. caratteristica / Indovina, indovinello (Pittoni - De Filippo) canz. caratt. (CGD PV 1234)
- 1948 - Maladie d'Amour - slow [canta Gilard] / Clopin Clopant [canta Gilard] (CGD, PV 1236)
- 1948 - The story of Sorrento [Torna a Surriento] (De Curtis) slow - canta Teddy Reno con orch. Quirinetta / Acercate mas (farres) beguine dal film "Sposarsi è facile ma..." - canta Teddy Reno con orch. Quirinetta (CGD PV 1294)
- 1948 - Negra rollò (Camacho) rumba / Mon coeur est un violon (Laparicerie) slow - canta Jula de Palma con orch. Quirinetta (CGD PV 1295)
- 1949 - Il toro deperido (Pittoni - Papagni) canz, comico-grottesca / El gagio tuerto - ritmo all. (CGD PV 1312)
- 1949 - La vaca lechera (Tolon Tolon) (Larici - Garcia) canz. comica grottesca / El ghere ghere - canz. grottesca columbiana (sic.) (CGD PL 1313)
- 1949 - Serenade (Gordon) beguine - canta Teddy Reno con orch. Quirinetta / So tired (Morgan - Stuard) slow - canta Teddy Reno con orch. Quirinetta (CGD PV 1401)
- 1950 - Buttons and bows (La canzone del far west) fox - Teddy Reno con orch. Quirinetta / Me estoy enamorando de ti - rumba lenta - T. Reno con L. Luttazzi e i suoi Archi (CGD PV 1469)
- 1950 - Ma cabane au Canada - slow - Jula de Palma e orch. Quirinetta / Mademoiselle de Paris - Jula de Palma e orch. Quirinetta (CGD PV 1472)
- 1950 - Semaine d'amour (Bourtrayre) slow - canta Jula de Palma con orch. Quirinetta / Bolero - canta Jula de Palma con orch. Quirinetta (CGD PV 1473)
- 1950 - Bolero d'amour (Scotto) bolero - canta Jula de Palma con orch. Quirinetta / Maitre Pierre (Betti) fox - canta Jula de Palma con orch. Quirinetta fox (CGD PV 1474)
- 1959 - Es bongo / 'O Vesuvio s'è stutato (CGD PV 1476)
- 1950 - Madonna (Freed) slow mod. - canta Jula de Palma con orch. Quirinetta / Rien dans les mains (Betti) fox - canta Jula de Palma con orch. Quirinetta (CGD PV 1488)
- 1950 - Taco, toco, tico (Falcomatà) samba / Tumba tumba (Perez) samba (CGD PV 1489)
- 1950 - Douce France (Trenet) Jula de Palma con orch. Quirinetta / Danse avec moi (Hornez) J. de Palma con orch. Quirinetta (CGD PV 1490)
- 1950 - Harry Lime Theme (Karas) fox dal film "Il terzo uomo" / Il valzer del Caffè Mozart (Karas) idem (CGD, PV 1494)
- 1950 - Pour moi toute seule - canta Jula de Palma con orch. Quirinetta / Bleu lavande - canta J. de Palma con orch. Quirinetta (CGD PV 1513)
- 1950 - Oh! Your eyes, Lady Emma (Maggiora - Pittoni) fox - canta Teddy Reno con orch. Quirinetta / The huckle buck - new dance (Alfred - Gibson) fox - canta Teddy Reno con orch. Quirinetta (CGD PV 1524)
- 1950 - Mule train (Lange - Heat - Glickman) fox - canta Teddy Reno con orch. Quirinetta / Rain or shine (Burke - Mac Laine) canta Teddy Reno con orch. Quirinetta (CGD PV 1526)
- 1950 - Don't cry Joe (Marsala) canta Teddy Reno con orch. Quirinetta / It's magic (Styner) slow - canta Teddy Reno con orch. Quirinetta (CGD PV 1527)
- 1950 - Music music music - fox - canta Teddy Reno con orch. Quirinetta / My foolish heart (Young - Washington) slow - canta T. Reno con L. Luttazzi e i suoi archi (CGD PV 1546)
- 1950 - Indian summer (Dupin - Herbert - De Santis) slow mod. - canta Teddy Reno con Lelio Luttazzi e i suoi archi / The huckle buck (Alfred - Gibson) fox - canta T. Reno con orch. Quirinetta (CGD PV 1547)
- 1950 - Bye bye baby - slow mod. - canta Teddy Reno con orch. Quirinetta / Land of love (Ahbez) slow - canta Teddy Reno con orch. Quirinetta (CGD PV 1548)
- 1950 - The glow worm (Lincke) fox - canta Teddy Reno con orch. Quirinetta / Auf wiedersehen (Storch) canta Teddy Reno con orch. Quirinetta (CGD PV 1856)
- 1950 - Mais oui! (Gilard) fox - canta Jula de Palma con orch. Quirinetta / De temps en temps (Durand) rumba - canta Teddy Reno con Lelio Luttazzi e i suoi archi (CGD PV 1560)
- 1950 - Il vero charleston "Lola" (Kahn - Donaldson) / Mambo Jambo, que rico el mambo! (Prado) mambo (CGD, PV 1571)
- 1950 ? La raspa comandata / So tired - canta T. Reno con L. Luttazzi e i suoi archi - (CGD ?)
- 1951 - Retour de saisons (La canzone delle stagioni) (Trenet - Aulenti) slow mod. - canta Jula de Palma con orch. Quirinetta / Toi et moi (Ledru - Demay) slow - canta Jula de Palma con orch. Quirinetta (CGD PV 1580)
- 1951 - J'ai peur de vous aimer (Lamarchande - White) slow mod. - Jula de Palma con orch. Quirinetta / Cerisier rose et pommer blanc (Louguy) J. de Palma con orch. Quirinetta (CGD PV 1581)
- 1951 - Buttons and bows (La canzone del far west) fox - Teddy Reno con orch. Quirinetta / Bewitched (Rodgers) slow - T. Reno con L. Luttazzi e Complesso 1951 (CGD PV 1612)
- 1951 - Noche de Vera Cruz (Fava) bolero - canta Teddy Reno con orch. Quirinetta / Gloria (Rene) slow - canta Teddy Reno con orch. Quirinetta (CGD PV 1625)
- 1951 - Ai... que bom! (De Almeida) / Me voy al pueblo (Valdes) (CGD PV 1626)
- 1951 - C'est si bon (Hornez - Betti) canta Jula de Palma con orch. Quirinetta / Couçi couça (Alain) fox mod. - canta Jula de Palma con orch. Quirinetta (CGD PV 1630)
- 1951 - Menilmontant (Trenet) fox - Jula de Palma con orch. Quirinetta / Je cherche l'homme de ma vie (Louguy) slow -J. de Palma con orch. Quirinetta (CGD PV 1631)
- 1951 - Balzaqueana / Madrid (Lara) (CGS PV 1632)
- 1951 - Tu donde estas - Teddy Reno con orch. Quirinetta / Tres veces sì (Laredo) T. Reno con orch. Quirinetta (CGD PV 1640)
- 1951 - Vecio gondolier / Sora Zanze (CGD PV 1641)
- 1952 - Robiolina d'Invernizzi che bontà! (Cristofoletti - Moratò) / È un fior di gorgonzola (disco pubblicitario formaggio GIM - cantante solista, Natalino Otto)
- 1952 - Mambo Jambo [canta Teddy Reno con orch. Quirinetta] / Maria Dolores (CGD, PV 1694)
- 1952 - Io cerco la Titina (Daniderff) / ?  (CGD PV 1713)
- 1953 - Tutti bei (Pittoni - Bruno) fox / Zum... zum... che mambo!... (Dalcarco) mambo (CGD PV 1794)
- 1953 - Jamaica rhumba (Sprand) rumba / A Perez Prado (Rossino) mambo (CGD PV 1795)
- 1953 - Adeus, adeus morena (Cordovil) baiao / America 925 (Emarten) fox  (CGD PV 1849)
- 1953 - Douchka (Lodge - Spade) fox mod. - canta Jula del Palma con orch. Quirinetta / Ma petite folie (Merril) canta Jula del Palma con orch. Quirinetta (CGD PV 1857)
- 1953 - Till I waltz again with you (Prosen) slow - canta Teddy Reno con orch. Quirinetta / Botch - a - me [Ba-ba-baciami piccina] (Astore - Stanley) canta T. Reno con orch. Luttazzi (CGD PV 1866)
- 1953 - Esa es la mona (Calzado) mambo / Mama, el baion! (CGD PV 1867)
- 1953 - I tre gemelli (Marletta - Sopranzi) tarantella all. / La television (Menendez - Fergo) mambo (CGD PV 1868)
- 1953 - Comme un p'tiy coquelicot (Valery - Asso) canta Jula de Palma con orch. Quirinetta / Le soir (Koger - Gasté) canta Jula de Palma con orch. Quirinetta (CGD PV 1879)
- 1953 - Ni toi ni moi (Micheyl) slow mod. - canta Jula de Palma con orch. Quirinetta / Doucement doucement (Salvador - Michel) beguine - canta Jula de Palma con orch. Quirinetta (CGD PV 1880)
- 1953 - The black Smith blues [Bing-bang blues] (Holmes) fox / Cuscus ah! ah! (Pittoni - Riviello - Bruno) fox (CGD PV 1883)
- 1953 - Que bueno debe ser (Laredo) mambo / Cafè (Horacina Correa - M. Martino) baiao (CGD PV 1895)
- 1955 - Toni me toca! (Cherubini - Concina) rumba bolero - cantano Bruno, sua zia e orch. Quirinetta / Non dar retta Nina mia (Rosati - Pittoni) - slow barcarola - idem (CGD PV 2134)
- 1955 - Processo al mambo (Pittoni - Rosati) mambo / La cicoria (Modugno) baion (CGD PV 2143)
- 1955 - Me lo dijo Adela (Portar Ottilio) cha cha cha / Serenata a Marimba (Fiorentini - Di Ceglie) fox mod. (CGD PV 2144)
- 1955 - Stringetevi così (Rosati - Pittoni) slow / Giuvanne cu 'a chitarra (Canzio - Oliviero) fox (CGD PV 2145)
- 1957 - Io e Ciccio cha cha (Aracri - Gigante) cha cha cha / Serenatella sciuè sciuè (Albano - De Mura) (Durium A 10993)
- 1957 - Peppe de mamma (Rosati - Pittoni) ritmo mod. / Che bela, Venezia (Sartori - Cichellero)  canz. Veneziana (Durium, A 10994)
- 1957 - Io e Ciccio cha cha cha / Che bela, Venezia (Sartori - Cichellero)  canz. Veneziana (Durium ?)
- 1958 - Voga cocola (Casadei) / El ganser (Rosati - Pittoni) (Durium,  Ld A 6326)
- 1959 - Al bazar delle trombette (Poletto - Casadei) / Tre nei (Beretta - Casadei) (Durium,  Ld A 6529)
- 1959 - Pobre luna (Portela) mambo / Oieme mamà (Portela) mambo (Durium,  Ld A 6646)
- 1959 - Pobre luna (Portela) mambo / Oieme mamà (Portela) mambo (Durium, A 11009))

### EP
- 1955 - Me lo dice Adela / Processo al mambo / Giuvanne cu 'a chitarra / La pansè (CGD?)
- 23.4.1958: Canzoni veneziane con l'orchestra di Bruno Quirinetta (Durium, EP A 3098) Voga cocola (Casadei) / Sora Zanze (Baldini - Pittoni) / El ganser (Rosati - Pittoni) / La famiglia dei gobbon (tradizionale)
- 1959 - Cha cha cha con Bruno Quirinetta e la sua Orchestra (Durium, EP 3575) T'chi guidi guidi (Missir) / Cachita (Lombardi) / Ay mulata (Gomez - Medinez) / Oiemè mamà (Granda)

### Album
- 1955: Ballate con Bruno e la sua orchestra Quirinetta (CGD MV 0200)
- 1957: Bruno Quirinetta e la sua orchestra (Durium, ms A 577)
- 1974: Bruno Quirinetta e la sua orchestra (Durium Cicala BL 7041) T'chi guidi guidi (Missir) cha cha cha – 1958 / Cha cha si senor (Pittoni – Casadei - Rosati) cha cha cha – 1959 / Sora Zanze (Baldini – Pittoni - Pinchi) canzone fox veneziana – 1958 / Ojeme mama (Granda) cha cha cha – 1957 / Carnavalito de amor (Gonzalito – Cofiner) bajon – 1959 / Cigarettes, wiskey and wild wild women (Spencer) valzer western – 1958 / Ay mulata (Gomez – Madinez) cha cha cha – 1959 / Chachita (Lombardi) cha cha cha – 1958 / La famiglia dei gobbon (trad. – trascr. Pittoni) canz. fox veneziana – 1958 / Io e Ciccio cha cha cha (Arcari – Gigante) cha cha cha – 1957 / Adoro le signore quarantenni (Pittoni – Rosati) rock'n’roll – 1958 / Voilà… son qua (Casadei) shuffle - 1959

### Antologie
- 1955: Ballate con le orchestre di Gianni Ferrio, Henghel Gualdi, Bruno Quirinetta, Wolmer e gli Happy Boys (CGD MV 0190)
- Adoro le signore quarantenni / Cucuzza [+ brani interpretati da altre formazioni] (Durium ms A 77044)
- 1957 - Vacanze in Italia - Raccolte di ballabili cantati - Io e Ciccio cha cha cha [+ brani interpretati da altre formazioni] (Durium msA 77003)
- 1974 - Le disque d'or des années '60 - Cha Cha Si Senor [+ brani interpretati da altre formazioni] (Mr. Pickwick MPD 504, Francia)
- 1980 - Gli anni d'oro del night - Ojemè mamà / T'chi guidi guidi [+ brani eseguiti da altri artisti] (Durium Start LP.S 40.097)